# پادینگ نورتون
پادینگ نورتون (به انگلیسی: Pudding Norton) یک روستا و محله مدنی در بریتانیا است که در North Norfolk واقع شده‌است. پادینگ نورتون ۵٫۹۵ کیلومتر مربع مساحت و ۲۵۲ نفر جمعیت دارد.